# 24 października
24 października jest 297. (w latach przestępnych 298.) dniem w kalendarzu gregoriańskim. Do końca roku pozostaje 68 dni.

## Święta
- Imieniny obchodzą: Alojzy, Antoni, Areta, Aretas, Boleczest, Feliks, Filip, Jan, January, Józef, Marcin, Marek, Pamfilia, Prokles, Prokul, Rafał, Septym i Walentyna.
- Egipt – Święto Zwycięstwa Suezu
- Międzynarodowe:
  - Dzień Narodów Zjednoczonych – rocznica wejścia w życie Karty Narodów Zjednoczonych w 1945, obchodzone od 1948 (w 1971 roku Zgromadzenie Ogólne ONZ zaleciło państwom członkowskim, aby uznały ten dzień za państwowe święto)[1]
  - Światowy Dzień Informacji na temat Rozwoju[1]
  - Rozpoczyna się Tydzień Rozbrojenia (trwa do 30 października)[1]
  - Dzień Walki z Otyłością[2] (z inicjatywy Światowej Organizacji Zdrowia (WHO), Europejskiej Konferencji Ministerialnej w sprawie Walki z Otyłością; Europejski Dzień Walki z Otyłością obchodzony jest 22 maja od 2010 roku)
- Zambia – Święto Niepodległości
- wspomnienia i święta w Kościele katolickim[3][4] obchodzą:
  - św. Alojzy Guanella (prezbiter)
  - św. Antoni Maria Claret (biskup)
  - bł. Eugenia Ravasco (zakonnica)
  - bł. Jan Balicki (prezbiter)
  - bł. Józef Baldo (prezbiter)

## Wydarzenia w Polsce
- 1558 – Osieck otrzymał prawa miejskie.
- 1767 – Andrychów otrzymał prawa miejskie.
- 1795 – Rosja, Prusy i Austria podpisały akt III rozbioru Polski.
- 1861 – Otwarto linię kolejową Toruń-Bydgoszcz.
- 1914 – I wojna światowa: wojska rosyjskie odbiły Skierniewice z rąk niemieckich.
- 1934 – Prezydent RP Ignacy Mościcki wydał rozporządzenie o utworzeniu Zakładu Ubezpieczeń Społecznych (ZUS).
- 1939 – Ministerstwo Oświecenia Publicznego i Propagandy Rzeszy wprowadziło dyrektywę zalecającą traktowanie Polaków jako podludzi[5].
- 1942:
  - Obrzucono granatami niemiecką restaurację „Mitropa” na Dworcu Głównym i drukarnię gadzinowego dziennika „Nowy Kurier Warszawski”.
  - W Dubnie na Wołyniu oddziały niemieckie i ukraińskie dokonały mordu na około 1000 Żydach z likwidowanego od maja getta.
  - Żołnierze Gwardii Ludowej dokonali pierwszego zamachu bombowego na „Café Club” w Warszawie w odwecie za publiczną egzekucję 50 więźniów Pawiaka.
- 1943 – Oddział Gwardii Ludowej im. gen. Józefa Bema stoczył całodzienną bitwę z obławą niemiecką w lasach na Diablej Górze.
- 1945:
  - Internowany w czasie wojny w Szwecji żaglowiec „Dar Pomorza” powrócił do Gdyni.
  - Polska wstąpiła do ONZ.
- 1946 – Major NSZ Antoni Żubryd i jego ciężarna żona Janina zostali zamordowani w Malinówce na Podkarpaciu przez agenta MBP Jerzego Vaulina.
- 1947 – Zainaugurował działalność Teatr Nowy w Warszawie.
- 1956 – Odwilż gomułkowska: nowy I sekretarz KC PZPR Władysław Gomułka wygłosił przemówienie do kilkuset tysięcy osób zgromadzonych na wiecu na placu Defilad w Warszawie.
- 1965 – Telewizja Polska wyemitowała premierowy odcinek serialu komediowego Wojna domowa w reżyserii Jerzego Gruzy.
- 1970 – Rozpoczęło działalność Kino „Relax” w Warszawie.
- 1974 – Sejm PRL przyjął ustawę Prawo wodne.
- 1991 – Ukazało się pierwsze wydanie dziennika „Super Express”.
- 1992 – Wystartował kanał satelitarny do Polaków za granicą TVP Polonia.
- 2003 – Premiera filmu pt. Zmruż oczy w reżyserii Andrzeja Jakimowskiego.

## Wydarzenia na świecie
- 69 – W II bitwie pod Bedriacum zwolennicy Wespazjana pokonali armię cesarza rzymskiego Witeliusza.
- 996 – Robert II Pobożny został królem Francji.
- 1147 – Rekonkwista: król Portugalii Alfons I Zdobywca wyzwolił Lizbonę spod panowania muzułmańskiego.
- 1149 – Rekonkwista: hrabiowie Barcelony i Urgell wyzwolili Lleidę spod panowania muzułmańskiego.
- 1260:
  - Poświęcono katedrę we francuskim Chartres.
  - Sułtan Egiptu z dynastii mameluków Kutuz został zamordowany przez Bajbarsa, który zajął jego miejsce.
- 1273 – Założyciel dynastii Habsburgów Rudolf I został koronowany w Akwizgranie na króla Niemiec.
- 1360 – Wojna stuletnia: ratyfikowano kończący pierwszą fazę wojny francusko-angielski traktat w Brétigny.
- 1412 – Wojna pomorsko-brandenburska: zwycięstwo wojsk pomorskich w bitwie pod Kremmer Damm.
- 1526 – Ferdynand I Habsburg został królem Czech.
- 1531 – II wojna kappelska: zwycięstwo wojsk szwajcarskich kantonów katolickich nad siłami kantonów protestanckich w bitwie na wzgórzu Gubel.
- 1579 – Wilhelm V Pobożny został księciem Bawarii.
- 1605 – Dżahangir został koronowany w Agrze na władcę imperium Wielkich Mogołów.
- 1648 – Zawarto pokój westfalski kończący wojnę trzydziestoletnią.
- 1669 – Założono Manaus w brazylijskiej Amazonii.
- 1690 – Wojna króla Wilhelma: zwycięstwo wojsk francuskich nad angielskimi w bitwie pod Quevec.
- 1812 – Inwazja na Rosję: zwycięstwo wojsk napoleońskich w bitwie pod Małojarosławcem.
- 1813 – Podpisano traktat pokojowy kończący wojnę rosyjsko-perską.
- 1819 – W Neapolu odbyła się premiera opery Dziewica z jeziora z muzyką Gioacchina Rossiniego i librettem Andrei Leone Tottoli.
- 1828 – Oddano do użytku gmach Sztabu Głównego w Petersburgu.
- 1831 – Na terenie Domu Fauna w Pompejach odnaleziono starożytną mozaikę Bitwa Aleksandra z Dariuszem.
- 1834 – Carlos Anaya został prezydentem Urugwaju.
- 1836 – Amerykanin Alonzo Philips opatentował zapałki.
- 1844 – Zawarto chińsko-francuski nierównoprawny traktat z Huangpu.
- 1848 – Manaus uzyskało prawa miejskie.
- 1851 – William Lassell odkrył księżyce Urana: Ariela i Umbriela.
- 1857 – Założono angielski najstarszy klub piłkarski na świecie Sheffield F.C.
- 1861 – Amerykańskie przedsiębiorstwo Western Union zakończyło budowę pierwszej transkontynentalnej linii telegraficznej.
- 1862:
  - Miguel de San Román został prezydentem Peru.
  - Zdetronizowany dzień wcześniej pierwszy król Grecji Otton I Wittelsbach udał się na wygnanie.
- 1874 – Latarnia morska w Nidzie została uruchomiona.
- 1885 – W Wiedniu odbyła się premiera operetki Baron cygański z muzyką Johanna Straussa (syna) i librettem Ignatza Schnitzera.
- 1894 – Wojna chińsko-japońska: zwycięstwo wojsk japońskich w bitwie pod Jiuliancheng.
- 1896 – W rzymskiej bazylice Matki Bożej Anielskiej przyszły król Włoch Wiktor Emanuel III poślubił księżniczkę Helenę Czarnogórską.
- 1901 – W dniu swoich 63. urodzin nauczycielka Annie Edson Taylor jako pierwsza osoba pokonała zamknięta w drewnianej beczce wodospad Niagara.
- 1902 – Około 5 tys. osób zginęło w wyniku erupcji wulkanu Santamaría w Gwatemali.
- 1907 – Wszedł do służby niemiecki krążownik pancerny SMS „Scharnhorst”.
- 1909:
  - Król Włoch Wiktor Emanuel III i car Rosji Mikołaj II Romanow podpisali tajny układ z Racconigi.
  - Otwarto stadion piłkarski Stade de Paris.
- 1912 – I wojna bałkańska: zwycięstwo wojsk serbskich nad tureckimi w bitwie pod Kumanowem i bułgarskich nad tureckimi w bitwie pod Kırklareli.
- 1916 – I wojna światowa: w trakcie bitwy pod Verdun wojska francuskie odbiły Fort Douaumont.
- 1917 – I wojna światowa: rozpoczęła się bitwa pod Caporetto.
- 1918:
  - I wojna światowa: Włosi rozpoczęli ofensywę nad Piawą, co doprowadziło do III bitwy o Monte Grappa.
  - Constantin Coandă został premierem Rumunii.
- 1920 – Założono hiszpański klub piłkarski CA Osasuna Pampeluna.
- 1924 – Fort Pulaski w stanie Georgia został wpisany na listę Narodowych Pomników USA.
- 1925 – W Bułgarii zniesiono stan wojenny, wprowadzony 16 kwietnia po zamachu bombowym w cerkwi Sweta Nedelja w Sofii.

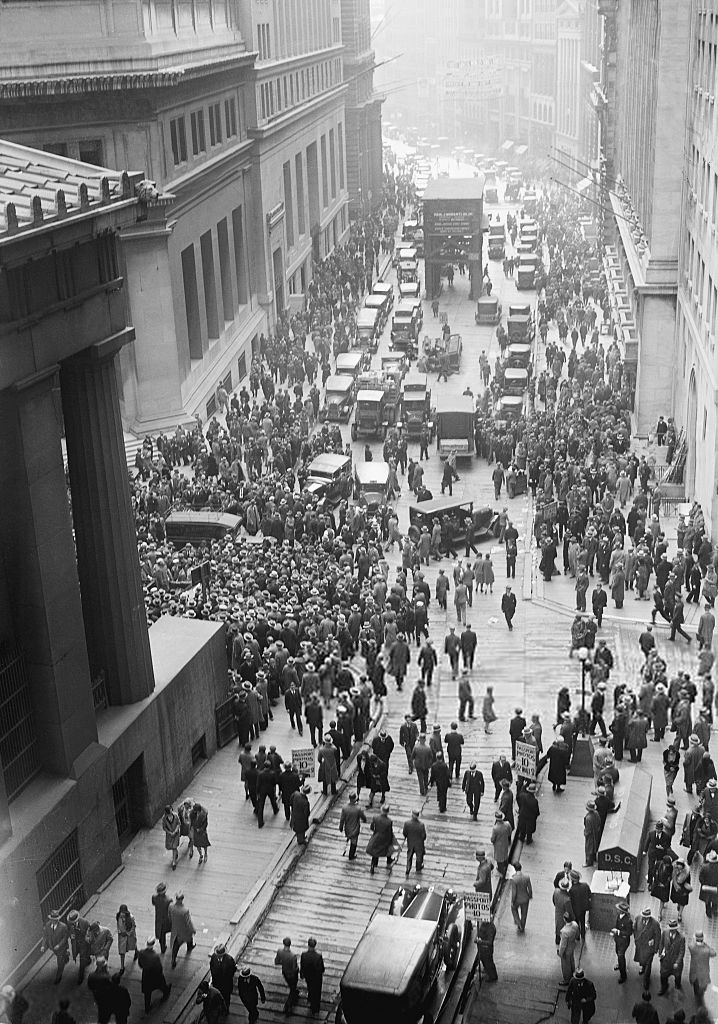
Tłum na Wall Street w czasie tzw. czarnego czwartku

- 1929 – Czarny czwartek: krach na giełdzie nowojorskiej zapoczątkował tzw. wielki kryzys.
- 1930 – W wojskowym zamachu stanu w Brazylii zostali obaleni: urzędujący prezydent Washington Luís i prezydent-elekt Julio Prestes.
- 1931 – Al Capone został skazany na karę 11 lat pozbawienia wolności za oszustwa podatkowe.
- 1933:
  - W wyniku wykolejenia pod Évreux pociągu ekspresowego relacji Cherbourg-Paryż zginęło 37 osób, a ok. 100 zostało rannych.
  - Założono brazylijskie miasto Goiânia.
- 1936 – Hiszpańska wojna domowa: sformowano Polski Batalion im. Jarosława Dąbrowskiego, którego dowódcą został Stanisław Ulanowski.
- 1938 – Podczas spotkania w Berlinie ministrów spraw zagranicznych Józefa Becka i Joachima von Ribbentropa strona niemiecka pierwszy raz poruszyła kwestię włączenia Wolnego Miasta Gdańska do Rzeszy i budowy eksterytorialnej autostrady oraz linii kolejowej przez polskie Pomorze.
- 1940:
  - Bitwa o Anglię: w nocy z 24 na 25 października w nalocie bombowym na miasta Harwich i Felixstowe w południowej Anglii po raz wzięło udział 18 samolotów Fiat BR.20M z Corpo Aereo Italiano.
  - W Montoire-sur-le-Loir Adolf Hitler spotkał się z przywódcą Francji Vichy marszałkiem Philippe’em Pétainem.
- 1941 – Atak Niemiec na ZSRR: wojska niemieckie zajęły Biełgorod i Charków.
- 1942 – Bitwa o Atlantyk: brytyjski bombowiec Consolidated B-24 Liberator zatopił bombami głębinowymi na północny zachód od Azorów niemiecki okręt podwodny U-599, w wyniku czego zginęła cała, 44-osobowa załoga.
- 1943 – Wojna na Pacyfiku: zwycięstwem wojsk amerykańsko-australijskich nad japońskimi zakończyła się bitwa pod Finschhafen na Nowej Gwinei (22 września-24 października).
- 1944:
  - Na wysepce Daksa koło Dubrownika komunistyczni partyzanci rozpoczęli dwudniową masakrę 53 mężczyzn oskarżonych o kolaborację.
  - Wojna na Pacyfiku: japoński statek „Arisan Maru”, przewożący około 1800 amerykańskich jeńców wojennych (spośród których przeżyło 9), został zatopiony na Morzu Południowochińskim przez okręt podwodny USS „Snook” lub USS „Shark”; w drugim dniu bitwy morskiej w zatoce Leyte amerykańskie samoloty zatopiły japoński pancernik „Musashi”, w wyniku czego zginęło 1023 spośród 2399 członków załogi.
- 1945:
  - Były kolaboracyjny premier Norwegii Vidkun Quisling został rozstrzelany w twierdzy Akershus w Oslo.
  - Weszła w życie Karta Narodów Zjednoczonych powołująca Organizację Narodów Zjednoczonych.
- 1946:
  - Kamera umieszczona na wystrzelonej przez Amerykanów niemieckiej rakiecie V-2 wykonała pierwsze w historii zdjęcie Ziemi z przestrzeni kosmicznej (z wysokości 105 km.)
  - Założono bośniacki klub piłkarski FK Sarajewo.
- 1947 – Douglas DC-6 lecący z Los Angeles do Chicago rozbił się niedaleko lotniska w Bryce Canyon w stanie Utah, w wyniku czego zginęły 52 osoby.
- 1949 – Partia Niepodległości wygrała wybory parlamentarne na Islandii.
- 1950 – Premier Francji René Pleven przedstawił swój plan włączenia Niemiec Zachodnich do europejskich struktur obronnych.
- 1951 – Rząd w Lhasie, pod groźbą interwencji wojskowej, ostatecznie zaaprobował 17-punktowe porozumienie z Pekinu, zawarte 23 maja bez stosownych pełnomocnictw przez tybetańską delegację, na mocy którego Tybet został przyłączony do Chin.
- 1955 – Francusko-szwajcarska ekspedycja dokonała pierwszego wejścia na szczyt siedmiotysięcznika Yangra w Himalajach.
- 1956 – Kryzys sueski: delegacje rządowe Francji, Izraela i Wielkiej Brytanii zawarły tajne porozumienie (tzw. protokół z Sèvres), na mocy którego Izrael miał wywołać konflikt z Egiptem, dając tym pretekst dwóm państwom zachodnim do zajęcia strefy Kanału Sueskiego.
- 1960 – Eksplozja rakiety R-16 na kosmodromie Bajkonur w Kazachstanie zabiła co najmniej 92 osoby, w tym marszałka Mitrofana Niedielina.
- 1962 – Kryzys kubański: pierwsze radzieckie frachtowce wraz z towarzyszącymi im okrętami podwodnymi dotarły do ustanowionej przez Amerykanów linii blokady wokół Kuby.
- 1963:
  - 29 górników zginęło w katastrofie w kopalni rudy żelaza w Lengede (Dolna Saksonia).
  - 8 osób zginęło w pożarze silosu rakiety R-9 na kosmodromie Bajkonur.
- 1964:
  - W trakcie II soboru watykańskiego papież Paweł VI ogłosił św. Benedykta z Nursji Patronem Europy.
  - Zakończyły się XVIII Letnie Igrzyska Olimpijskie w Tokio.
  - Zambia (jako Rodezja Północna) uzyskała niepodległość (od Wielkiej Brytanii).
- 1967 – Wojna na wyczerpanie: w odwecie za zatopienie 21 października izraelskiego niszczyciela „Eljat”, armia izraelska przeprowadziła ostrzał artyleryjski rafinerii, portu i zakładów produkujących nawozy sztuczne w egipskim mieście Suez (operacja „Awuka”).
- 1968 – Odbył się ostatni lot amerykańskiego samolotu rakietowego North American X-15.
- 1970 – Socjalista Salvador Allende został wybrany przez parlament na urząd prezydenta Chile.
- 1971 – Szwajcarski kierowca Formuły 1 Jo Siffert z brytyjskiego zespołu British Racing Motors (BRM) zginął w wypadku na brytyjskim torze Brands Hatch.
- 1973 – Amerykańska stacja CBS wyemitowała premierowy odcinek serialu kryminalnego Kojak z Telly'm Savalasem w roli tytułowej.
- 1975:
  - John DeLorean założył w Detroit DeLorean Motor Company.
  - Na Islandii doszło do jednodniowego strajku kobiet.
- 1978 – Japończyk Seishi Wada i Szerpa Pemba Tsering dokonali pierwszego wejścia na szczyt siedmiotysięcznika Langtang Lirung w Himalajach.
- 1979 – Park Narodowy Everglades na Florydzie wpisano na listę światowego dziedzictwa UNESCO.
- 1980:
  - Paul McCartney został wpisany do Księgi Rekordów Guinnessa jako twórca, którego utwory sprzedawały się najlepiej w historii muzyki.
  - Wojna iracko-irańska: wojska irackie zajęły miasto Chorramszahr.
- 1985 – W Nowym Jorku rozpoczął się tzw. proces Pizza Connection handlarzy heroiną wywodzących się z mafii sycylijskiej.
- 1989:
  - Egon Krenz został przewodniczącym Rady Państwa NRD.
  - Podczas wspinaczki na himalajski ośmiotysięcznik Lhotse zginął Jerzy Kukuczka.
- 1990:
  - Na archipelagu Nowa Ziemia przeprowadzono ostatni radziecki/rosyjski próbny wybuch jądrowy.
  - Terroryści IRA dokonali trzech zamachów na posterunki brytyjskie w Irlandii Północnej, zmuszając trzech katolików do doprowadzenia w ich pobliże samochodów-pułapek, w wyniku czego zginęło 6 żołnierzy.
- 1994:
  - W samobójczym zamachu bombowym na wiecu w Kolombo zginęło 59 osób, w tym kandydat na prezydenta Sri Lanki Gamini Dissanayake.
  - Założono Montenegro Airlines.
- 1995 – Kongres Stanów Zjednoczonych uchwalił Ustawę o ambasadzie w Jerozolimie[6].
- 1997 – Prezydenci Boris Jelcyn i Algirdas Brazauskas podpisali w Moskwie rosyjsko-litewski układ graniczny.
- 2000 – Ukazał się debiutancki album amerykańskiej grupy Linkin Park Hybrid Theory.
- 2001 – 11 osób zginęło w wyniku pożaru powstałego po zderzeniu dwóch samochodów ciężarowych w tunelu drogowym św. Gotarda w Szwajcarii.
- 2002 – Aresztowano tzw. „snajperów z Waszyngtonu”.
- 2003:
  - Leonard Cohen został odznaczony Orderem Kanady.
  - Odbył się ostatni komercyjny lot samolotu Concorde.
  - Została zarejestrowana węgierska skrajnie prawicowa i nacjonalistyczna partia polityczna Jobbik.
- 2004 – Zajn al-Abidin ibn Ali został wybrany po raz kolejny na urząd prezydenta Tunezji.
- 2009 – Co najmniej 50 osób zginęło, a ponad 30 zostało rannych w katastrofie kolejowej w Al-Ajjat w Egipcie.
- 2011 – Aun Szaukat al-Chasawina został premierem Jordanii.
- 2013:
  - Amerykańscy astronomowie poinformowali o odkryciu najbardziej odległej galaktyki o potwierdzonej odległości od Ziemi – z8 GND 5296. Oglądane dziś jej światło podróżowało do Ziemi ponad 13 miliardów lat, a współcześnie sama galaktyka według współrzędnych współporuszających się oddalona jest o około 30 miliardów lat świetlnych.
  - W operacji antyterrorystycznej przeprowadzonej w miastach Galangi i Lawanti w nigeryjskim stanie Borno zginęło 74 ekstremistów z islamistycznej organizacji Boko Haram.
- 2014 – Wiceprezes Google Amerykanin Alan Eustace ustanowił nad Nowym Meksykiem rekord wysokości skoku ze spadochronem (41, 425 km).
- 2016 – W ataku na szkołę policyjną w mieście Kweta w Pakistanie zginęły 62 osoby, a ok. 165 zostało rannych.
- 2021 – Urzędujący prezydent Uzbekistanu Shavkat Mirziyoyev został wybrany na drugą kadencję.

## Eksploracja kosmosu
- 1962 – Nieudana próba wystrzelenia sondy marsjańskiej Mars 2MW-4 No. 3 z kosmodromu Bajkonur.
- 1963 – Nieudana próba wystrzelenia satelity technologicznego DS-A1 4 z kosmodromu Kapustin Jar.
- 1970 – Radziecka sonda Zond 8 okrążyła Księżyc i rozpoczęła lot powrotny na Ziemię.
- 1998 – Rozpoczęła się misja amerykańskiej sondy kosmicznej Deep Space 1.
- 2007 – Wystrzelono pierwszą chińską sondę księżycową Chang’e 1.

## Urodzili się
- 51 – Domicjan, cesarz rzymski (zm. 96)
- 1503 – Izabela Portugalska, królowa Hiszpanii, cesarzowa Niemiec (zm. 1539)
- 1515 – Gianantonio Capizucchi, włoski duchowny katolicki, biskup Lodi, kardynał (zm. 1569)
- 1558 – Szymon Szymonowic, polski humanista, poeta, tłumacz (zm. 1629)
- 1581 – Gregorio Naro, włoski duchowny katolicki, biskup Rieti, kardynał (zm. 1634)
- 1593 – Francesco Albizzi, włoski kardynał (zm. 1684)
- 1601 – Alvise Contarini, doża Wenecji (zm. 1684)
- 1632 – Antoni van Leeuwenhoek, holenderski przyrodnik (zm. 1723)
- 1675 – Richard Temple, brytyjski arystokrata, polityk (zm. 1749)
- 1713 – Marie Fel, francuska śpiewaczka operowa (sopran) (zm. 1794)
- 1734 – Anna Göldi, szwajcarska służąca, posądzona o czary i stracona (zm. 1782)
- 1739 – Anna Amalia von Braunschweig-Wolfenbüttel, księżna i regentka Saksonii-Weimaru-Eisenach (zm. 1807)
- 1743 – Rafał Józef Czerwiakowski, polski anatom, chirurg, położnik, wykładowca akademicki (zm. 1816)
- 1746 – Eric Ruuth, szwedzki polityk (zm. 1820)
- 1749 – Jared Ingersoll, amerykański prawnik, polityk (zm. 1822)
- 1751 – Feliks Łukasz Lewiński, polski duchowny katolicki, biskup pomocniczy wrocławski, biskup janowski (zm. 1825)
- 1756 – Ksawery Szymon Działyński, polski polityk, senator-wojewoda Księstwa Warszawskiego i Królestwa Kongresowego (zm. 1819)
- 1771 – Juan Francisco Marco y Catalán, hiszpański kardynał (zm. 1841)
- 1775 – Bahadur Szah II, władca Imperium Mogołów w Indiach (zm. 1862)
- 1776 – Friedrich August Hoene, gdański kupiec, armator, polityk (zm. 1868)
- 1781 – Rafał Skolimowski, polski duchowny katolicki, matematyk (zm. 1848)
- 1795 – Giuseppe Bofondi, włoski kardynał (zm. 1867)
- 1796:
  - August von Platen, niemiecki poeta, dramaturg (zm. 1835)
  - David Roberts, szkocki malarz (zm. 1864)
- 1798 – Massimo d’Azeglio, włoski pisarz, historyk, malarz, polityk, premier Królestwa Sardynii (zm. 1866)
- 1804:
  - Ludwika Charlotta, księżniczka Królestwa Obojga Sycylii, księżna Kadyksu (zm. 1844)
  - Wilhelm Weber, niemiecki fizyk, wykładowca akademicki (zm. 1891)
- 1806 – Maximilian Joseph von Tarnóczy, austriacki duchowny katolicki, arcybiskup Salzburga, kardynał (zm. 1876)
- 1808 – Ernst Richter, niemiecki kompozytor, pedagog, teoretyk muzyki (zm. 1879)
- 1809 – Daniel Clark, amerykański polityk, senator (zm. 1891)
- 1811:
  - Ferdinand Hiller, niemiecki kompozytor, pianista, pedagog (zm. 1885)
  - Friedrich Anton Wilhelm Miquel, holenderski botanik (zm. 1871)
  - Georg August Wallin, fiński językoznawca, orientalista, etnolog (zm. 1852)
- 1813 – Maria Gay Tibau, hiszpańska zakonnica, Służebnica Boża (zm. 1884)
- 1814 – Rafael Carrera, gwatemalski polityk, prezydent Gwatemali (zm. 1865)
- 1817 – Hippolyte Mège-Mouriès, francuski chemik, technolog środków spożywczych (zm. 1880)
- 1819 – Władysław Kościelski, polski wojskowy, generał w wojsku tureckim, hodowca koni arabskich, kolekcjoner, mecenas sztuki (zm. 1895)
- 1820 – Eugène Fromentin, francuski malarz, krytyk sztuki, pisarz (zm. 1876)
- 1821:
  - Heinrich Gottwald, niemiecki kompozytor, dyrygent (zm. 1876)
  - Philipp Ludwig von Seidel, niemiecki matematyk, fizyk, astronom, wykładowca akademicki (zm. 1896)
- 1824 – Szymon Syrski, polski zoolog, wykładowca akademicki (zm. 1882)
- 1825 – Ignacy Markiewicz, polski architekt (zm. 1908)
- 1827 – George Robinson, brytyjski arystokrata, polityk, administrator kolonialny (zm. 1909)
- 1830 – Marianne North, brytyjska ilustratorka przyrodnicza, podróżniczka (zm. 1890)
- 1834 – Rafał Krajewski, polski architekt, polityk (zm. 1864)
- 1838 – Annie Edson Taylor, amerykańska nauczycielka, kaskaderka (zm. 1921)
- 1840 – Edward Stanhope, brytyjski arystokrata, polityk (zm. 1893)
- 1841 – Władysław Folkierski (ojciec), polski matematyk, inżynier budowlany, uczestnik powstania styczniowego (zm. 1904)
- 1843 – Henryk Siemiradzki, polski malarz (zm. 1902)
- 1844 – Karl Lueger, austriacki prawnik, polityk, burmistrz Wiednia (zm. 1910)
- 1846:
  - Marceli Denkiewicz, polski restaurator, uczestnik powstania styczniowego (zm. 1928)
  - Karol Knaus, polski architekt (zm. 1904)
- 1847 – Gieorgij Skałon, rosyjski generał kawalerii (zm. 1914)
- 1850 – Adam Staszczyk, polski ślusarz, literat (zm. 1909)
- 1851 – Fryderyk Jelen, polski duchowny protestancki, superintendent generalny Kościoła Ewangelicko-Reformowanego w Królestwie Polskim pochodzenia czeskiego (zm. 1910)
- 1855:
  - Henryk Biegeleisen, polski historyk literatury, etnograf (zm. 1934)
  - James Sherman, amerykański polityk, wiceprezydent USA (zm. 1912)
- 1856 – Siegfried Lipiner, austriacki prozaik, poeta (zm. 1911)
- 1859:
  - José María Bottaro y Hers, argentyński duchowny katolicki, franciszkanin, dyplomata papieski, arcybiskup Buenos Aires (zm. 1935)
  - Rozalia Nusbaum-Hilarowicz, polska przyrodniczka, nauczycielka (zm. 1933)
- 1862:
  - Francesco Melchiori, włoski duchowny katolicki, arcybiskup metropolita Durrës w Albanii (zm. 1928)
  - Daniel Swarovski, austriacki szlifierz szkła pochodzenia czeskiego (zm. 1956)
- 1868 – Alexandra David-Néel, francuska pisarka, podróżniczka, orientalistka, buddystka (zm. 1969)
- 1872 – Peter O’Connor, irlandzki lekkoatleta, skoczek w dal i trójskoczek (zm. 1957)
- 1873:
  - Jules Rimet, francuski działacz sportowy, prezydent FIFA (zm. 1956)
  - Edmund Whittaker, brytyjski matematyk, fizyk, filozof (zm. 1956)
- 1875 – Konstantin Juon, radziecki malarz, teoretyk sztuki (zm. 1958)
- 1880 – Maria Ludwika De Angelis, włoska zakonnica, misjonarka, błogosławiona (zm. 1962)
- 1882 – Imre Kálmán, węgierski kompozytor (zm. 1953)
- 1883 – Walter Buch, niemiecki prawnik, funkcjonariusz nazistowski, zbrodniarz wojenny (zm. 1949)
- 1885 – Sławomir Czerwiński, polski pedagog, polityk, minister wyznań religijnych i oświecenia publicznego (zm. 1931)
- 1886 – Sergo Ordżonikidze, rosyjski polityk, działacz komunistyczny pochodzenia gruzińskiego (zm. 1937)
- 1887:
  - Wiktoria Eugenia Battenberg, królowa Hiszpanii (zm. 1969)
  - Octave Lapize, francuski kolarz szosowy (zm. 1917)
  - Lajos Rokfalusy, węgierski taternik, alpinista, nauczyciel (zm. 1974)
- 1889 – Christiaan Boers, holenderski wojskowy (zm. 1942)
- 1890 – Thomas Tien Ken-sin, chiński duchowny katolicki, arcybiskup Pekinu, administrator apostolski Tajpej, kardynał (zm. 1967)
- 1891:
  - Arthur Edeson, amerykański operator filmowy (zm. 1970)
  - Rafael Leónidas Trujillo, dominikański generał, polityk, dyktator (zm. 1961)
  - Brenda Ueland, amerykańska dziennikarka, redaktorka, pisarka pochodzenia norweskiego (zm. 1985)
- 1892:
  - Jan Kowalewski, polski podpułkownik dyplomowany piechoty, matematyk, poliglota, kryptolog (zm. 1965)
  - Rafał Malczewski, polski malarz, pisarz, felietonista, taternik (zm. 1965)
  - Åke Thelning, szwedzki jeździec sportowy (zm. 1979)
  - Jan Walewski, polski publicysta, działacz społeczny, polityk, poseł na Sejm RP, emigrant (zm. 1969)
- 1893:
  - Oskar Bartel, polski historyk Kościoła, wykładowca akademicki (zm. 1973)
  - Merian C. Cooper, amerykański reżyser, scenarzysta i producent filmowy, pilot wojskowy (zm. 1973)
  - Kurt Huber, niemiecki filozof, muzykolog, wykładowca akademicki, działacz antynazistowski (zm. 1943)
- 1894:
  - Józef Seidenbeutel, polski malarz pochodzenia żydowskiego (zm. 1923)
  - Zdzisław Stroński, polski historyk, polityk, prezydent Stanisławowa, poseł na Sejm RP (zm. 1972)
- 1895:
  - Hasan Dosti, albański prawnik, polityk (zm. 1991)
  - Aleksandr Frumkin, radziecki elektrochemik, wykładowca akademicki pochodzenia żydowskiego (zm. 1976)
- 1896 – Mieczysław Jakubowski, polski polityk, poseł na Sejm RP (zm. 1963)
- 1897 – Chewel Buzgan, polski reżyser, aktor pochodzenia żydowskiego (zm. 1971)
- 1898:
  - Peng Dehuai, chiński dowódca wojskowy, polityk (zm. 1974)
  - Willis Goldbeck, amerykański reżyser filmowy (zm. 1979)
- 1899:
  - Ferhat Abbas, algierski polityk, działacz niepodległościowy (zm. 1985)
  - Anatol Stern, polski prozaik, poeta, tłumacz, scenarzysta, krytyk filmowy i literacki pochodzenia żydowskiego (zm. 1968)
- 1900:
  - Robert Crépeaux, francuski szachista (zm. 1994)
  - Wacław Gralewski, polski porucznik, poeta, publicysta (zm. 1972)
- 1901:
  - Gilda Gray, amerykańska aktorka pochodzenia polskiego (zm. 1959)
  - Hjalmar Mäe, estoński naukowiec, działacz narodowy (zm. 1978)
  - Zygmunt Puławski, polski pilot, inżynier i konstruktor lotniczy (zm. 1931)
  - Konstantin Rodionow, radziecki kontradmirał, dyplomata (zm. 1981)
- 1902 – Wacław Olszak, polski inżynier budowlany (zm. 1980)
- 1903:
  - Russell Brock, brytyjski torakochirurg, kardiochirurg, polityk (zm. 1980)
  - Łukasz Bujacz, polski działacz komunistyczny (zm. 1961)
  - Jack Russell, amerykański baseballista (zm. 1990)
- 1904:
  - Madeleine Delbrêl, francuska pisarka, Służebnica Boża (zm. 1964)
  - Stanisław Gąsienica-Sieczka, polski narciarz klasyczny (zm. 1975)
- 1905 – Pierre Frank, francuski trockista, polityk (zm. 1984)
- 1906:
  - Mark Clifton, amerykański psycholog, pisarz science fiction (zm. 1963)
  - Aleksander Gelfond, rosyjski matematyk pochodzenia żydowskiego (zm. 1968)
- 1907:
  - Helena Csorba, polska socjolog medycyny (zm. 1985)
  - Bruno Munari, włoski malarz, rzeźbiarz, architekt (zm. 1998)
  - Ezra Clark Stillman, amerykański filolog, interlingwista, poeta, tłumacz (zm. 1995)
- 1908 – John Tuzo Wilson, kanadyjski geofizyk (zm. 1993)
- 1909:
  - Bill Carr, amerykański lekkoatleta, sprinter (zm. 1966)
  - Thomas Connolly, amerykański gimnastyk (zm. 1996)
  - Elwyn Jones, brytyjski prawnik, dziennikarz, polityk (zm. 1989)
- 1910:
  - Gunter d’Alquen, niemiecki dziennikarz, działacz nazistowski (zm. 1998)
  - Paul Gouyon, francuski duchowny katolicki, arcybiskup Rennes, kardynał (zm. 2000)
  - Edwin Herbert, polski poeta, prozaik, tłumacz (zm. 1974)
- 1911:
  - Paul Grégoire, kanadyjski duchowny katolicki, arcybiskup metropolita Montrealu, kardynał (zm. 1993)
  - Wiktor Trościanko, polski dziennikarz, pisarz (zm. 1983)
  - Nathaniel Wyeth, amerykański inżynier, wynalazca (zm. 1990)
- 1912:
  - Silviu Bindea, rumuński piłkarz (zm. 1992)
  - Hermann Graf, niemiecki pilot wojskowy, as myśliwski (zm. 1988)
  - Jan Moll, polski kardiochirurg (zm. 1990)
- 1913 – Tito Gobbi, włoski śpiewak operowy (baryton) (zm. 1984)
- 1914:
  - Charles Anderson, amerykański jeździec sportowy (zm. 1993)
  - Gonzalo Burbon, infant hiszpański (zm. 1934)
  - František Čapek, czeski kajakarz (zm. 2008)
  - Karl Kotratschek, austriacki lekkoatleta, trójskoczek (zm. 1941)
  - Stefan Wolski, polski adwokat, prozaik, poeta (zm. 1992)
- 1915:
  - Bob Kane, amerykański pisarz, autor komiksów (zm. 1998)
  - Claudio Vacca, argentyński piłkarz, bramkarz, trener (zm. 1995)
- 1916 – Edward Piszek, amerykański przemysłowiec, filantrop pochodzenia polskiego (zm. 2004)
- 1917 – Ted Allbeury, brytyjski pisarz (zm. 2005)
- 1918 – Zdzisław Peszke, polski podporucznik, cichociemny (zm. 1943)
- 1919:
  - Michał Białkowicz, polski aktor pochodzenia żydowskiego (zm. 1990)
  - Karol Mrowiec, polski duchowny katolicki, misjonarz, muzykolog (zm. 2011)
  - Pentti Lammio, fiński łyżwiarz szybki (zm. 1999)
  - Frank Piasecki, amerykański konstruktor lotniczy, pionier budowy śmigłowców pochodzenia polskiego (zm. 2008)
- 1920:
  - Robert Coffy, francuski duchowny katolicki, arcybiskup Marsylii, kardynał (zm. 1995)
  - Tadeusz Tarnowski, polski aktor (zm. 1991)
  - Danuta Thomas-Jaworska, polska artystka tkaczka (zm. 2021)
- 1921:
  - Ted Ditchburn, angielski piłkarz, bramkarz, trener (zm. 2005)
  - Georgina von Wilczek, księżna Liechtensteinu (zm. [[]])
- 1922:
  - Thaddée Matura, kanadyjski franciszkanin, biblista, pisarz pochodzenia polskiego (zm. 2020)
  - Mao Anying, chiński wojskowy, tłumacz, syn Mao Zedonga (zm. 1950)
- 1923:
  - Henryk Jacenciuk, polski duchowny katolicki, salezjanin (zm. 2008)
  - Tadeusz Karwański, polski kierownik produkcji filmowej (zm. 2013)
  - Denise Levertov, brytyjsko-amerykańska pisarka, poetka (zm. 1997)
  - Andrew Joseph McDonald, amerykański duchowny katolicki, biskup Little Rock (zm. 2014)
- 1924:
  - George Amick, amerykański kierowca wyścigowy (zm. 1959)
  - Roger Rioland, francuski kolarz torowy i szosowy (zm. 2018)
- 1925:
  - Luciano Berio, włoski kompozytor (zm. 2003)
  - Roman Romański, polski inżynier architekt, konserwator zabytków (zm. 2001)
  - Ieng Sary, kambodżański polityk (zm. 2013)
- 1926:
  - Rafael Azcona, hiszpański pisarz, scenarzysta filmowy (zm. 2008)
  - Birthe Nielsen, duńska lekkoatletka, sprinterka (zm. 2010)
  - Corrado Olmi, włoski aktor (zm. 2020)
- 1927:
  - Gilbert Bécaud, francuski piosenkarz, aktor (zm. 2001)
  - Jean-Claude Pascal, francuski aktor, piosenkarz, pisarz (zm. 1992)
  - Barbara Robinson, amerykańska autorka książek dla dzieci (zm. 2013)
  - Anton Salvesen, norweski saneczkarz (zm. 1994)
- 1928:
  - Rafael Barraza Sánchez, meksykański duchowny katolicki, biskup Mazatlán (zm. 2020)
  - Mohammad Beheszti, irański ajatollah, polityk, pisarz (zm. 1981)
  - Gabriel Laub, polsko-czeski publicysta, dziennikarz, satyryk, aforysta pochodzenia żydowskiego (zm. 1998)
  - Teresa Świeży-Klimecka, polska malarka (zm. 2003)
  - Jürgen Untermann, niemiecki językoznawca, filolog, epigrafik (zm. 2013)
- 1929:
  - George Crumb, amerykański kompozytor (zm. 2022)
  - Norman Kwong, kanadyjski działacz sportowy, polityk, gubernator porucznik prowincji Alberta (zm. 2016)
  - Jordan Radiczkow, bułgarski pisarz (zm. 2004)
  - Milivoj Slaviček, chorwacki poeta, tłumacz (zm. 2012)
- 1930:
  - Danuta Halladin, polska autorka filmów dokumentalnych (zm. 1987)
  - Bohdan Mikuć, polski aktor (zm. 2015)
  - Jiles Perry Richardson, amerykański muzyk i kompozytor rockowy (zm. 1959)
  - Ahmad Shah, sułtan stanu Pahang, król Malezji
  - Jaroslav Valenta, czeski historyk, wykładowca akademicki (zm. 2004)
- 1931:
  - Sofija Gubajdulina, rosyjska kompozytorka muzyki filmowej (zm. 2025)
  - Marian Orzechowski, polski historyk, polityk, minister spraw zagranicznych, poseł na Sejm kontraktowy (zm. 2020)
- 1932:
  - Stephen Covey, amerykański pisarz (zm. 2012)
  - Pierre-Gilles de Gennes, francuski fizyk, wykładowca akademicki, laureat Nagrody Nobla (zm. 2007)
  - Robert Mundell, kanadyjski ekonomista, wykładowca akademicki, laureat Nagrody Banku Szwecji im. Alfreda Nobla w dziedzinie ekonomii (zm. 2021)
  - Allan Rogers, brytyjski polityk, eurodeputowany (zm. 2023)
- 1933:
  - Joram Aridor, izraelski prawnik, polityk
  - Norman Rush, amerykański pisarz
  - Jeffrey Titford, brytyjski przedsiębiorca, polityk, eurodeputowany (zm. 2024)
  - Jun’ichi Watanabe, japoński pisarz (zm. 2014)
- 1934:
  - Jacques Berthelet, kanadyjski duchowny katolicki, biskup Saint-Jean-Longueuil (zm. 2019)
  - Tadeusz Pieronek, polski duchowny katolicki, biskup pomocniczy sosnowiecki, sekretarz generalny Konferencji Episkopatu Polski (zm. 2018)
- 1935:
  - Malcolm Bilson, amerykański pianista
  - Irene Brütting, niemiecka lekkoatletka, sprinterka (zm. 2018)
  - Anaid Iplicjian, niemiecka aktorka pochodzenia ormiańskiego
  - Philippe Morillon, francuski generał armii, polityk, eurodeputowany
  - Marek Piwowski, polski reżyser i scenarzysta filmowy
- 1936:
  - Jüri Arrak, estoński malarz (zm. 2022)
  - Osvaldo Giuntini, brazylijski duchowny katolicki, biskup Marílii
  - David Nelson, amerykański aktor (zm. 2011)
  - Dhimitër Orgocka, albański aktor, reżyser teatralny (zm. 2021)
  - Helena Trzcińska-Tacik, polska botanik, ekolog, wykładowczyni akademicka (zm. 2020)
  - Bill Wyman, brytyjski basista, członek zespołu The Rolling Stones
- 1937:
  - Ladislau Biernaski, brazylijski duchowny katolicki, biskup São José dos Pinhais pochodzenia polskiego (zm. 2012)
  - Petar Stipetić, chorwacki generał (zm. 2018)
- 1938:
  - Wieniedikt Jerofiejew, rosyjski prozaik, dramaturg (zm. 1990)
  - Jan Michalik, polski historyk teatru
  - Urszula Wachowska, polska nauczycielka, polityk, poseł na Sejm RP (zm. 2007)
- 1939:
  - F. Murray Abraham, amerykański aktor pochodzenia asyryjskiego
  - Paula Gunn Allen, amerykańska pisarka, poetka (zm. 2008)
  - Fernand Goyvaerts, belgijski piłkarz (zm. 2004)
  - Norbert Gwosdek, polski piłkarz (zm. 2022)
  - Pak Pong Ju, północnokoreański polityk, premier
- 1940:
  - Giacomo Bulgarelli, włoski piłkarz (zm. 2009)
  - Rafał Piszcz, polski kajakarz (zm. 2012)
  - Jan Skarbek, polski historyk, wykładowca akademicki (zm. 2014)
- 1941:
  - William Dobelle, amerykański biochemik (zm. 2004)
  - Peter Takeo Okada, japoński duchowny katolicki, arcybiskup Tokio (zm. 2020)
  - Ulis Williams, amerykański lekkoatleta, sprinter
- 1942:
  - Zygfryd Szołtysik, polski piłkarz
  - Fernando Vallejo, kolumbijski pisarz, reżyser filmowy
- 1943:
  - Martin Campbell, nowozelandzki reżyser filmowy
  - Józef Lassota, polski samorządowiec, polityk, prezydent Krakowa
  - Carlo Senoner, włoski narciarz alpejski
- 1944:
  - Maria Łotocka, polska poetka, redaktorka, działaczka narodowa na Litwie (zm. 2020)
  - Wiktor Prokopenko, ukraiński piłkarz, trener (zm. 2007)
  - Alaksandr Smolik, białoruski historyk, kulturolog, wykładowca akademicki
- 1945:
  - Bogusława Blajfer, polska działaczka opozycyji demokratycznej w PRL (zm. 2002)
  - Płaton (Igumnow), rosyjski archimandryta prawosławny, profesor teologii moralnej
- 1946:
  - Jerry Edmonton, kanadyjski perkusista, członek zespołu Steppenwolf (zm. 1993)
  - Władysław Stępień, polski związkowiec, polityk, poseł na Sejm RP
- 1947:
  - Barbara Czwórnóg-Jadczak, polska literaturoznawczyni (zm. 2015)
  - Kevin Kline, amerykański aktor
  - Edmund Kolanowski, polski seryjny morderca (zm. 1986)
  - Terry Reilly, australijski łucznik sportowy (zm. 2025)
- 1948:
  - Ezio Cardi, włoski kolarz torowy
  - Dale Griffin, brytyjski perkusista, członek zespołów Mott the Hoople i British Lions
  - Kweisi Mfume, amerykański polityk, kongresman
  - Robert Ouko, kenijski lekkoatleta, sprinter i średniodystansowiec (zm. 2019)
  - Sławomir Popowski, polski dziennikarz, publicysta
  - Marek Siudym, polski aktor
- 1949:
  - Betulio González, wenezuelski bokser
  - Jan Izbiński, polski wokalista i gitarzysta bluesowy i jazzowy
  - Czesław Marcol, polski futbolista
  - Piotr Nitecki, polski duchowny katolicki, teolog, historyk (zm. 2011)
  - Robert Pickton, kanadyjski seryjny morderca
  - Keith Rowley, trynidadzko-tobagijski polityk, premier
  - Adam Wasilewski, polski polityk, samorządowiec, prezydent Lublina
- 1950:
  - Stanisław Chwirot, polski fizyk, biofizyk (zm. 2020)
  - Asa Hartford, szkocki piłkarz, trener
  - Ryszard Stanibuła, polski weterynarz, polityk, poseł na Sejm RP (zm. 2025)
- 1951:
  - Michael Hart, brytyjski wioślarz
  - Walter Plaikner, włoski saneczkarz pochodzenia tyrolskiego
- 1952:
  - Władysław Husejko, polski polityk, samorządowiec, marszałek województwa zachodniopomorskiego (zm. 2012)
  - Tania Libertad, peruwiańska piosenkarka
  - Wojciech Rudy, polski piłkarz, sędzia piłkarski
  - Włodzimierz Stępień, polski polityk, samorządowiec, poseł na Sejm RP, prezydent Kielc
  - David Weber, amerykański pisarz science fiction i fantasy
  - Wojciech Zamorski, polski dziennikarz radiowy (zm. 2022)
- 1953:
  - Andrzej Brzeski, polski przedsiębiorca, polityk, poseł na Sejm RP
  - Christoph Daum, niemiecki piłkarz, trener (zm. 2024)
  - Wanda Różycka-Zborowska, polska reżyserka filmowa
- 1954:
  - Amadou Bagayoko, malijski gitarzysta, wokalista, członek duetu Amadou & Mariam (zm. 2025)
  - Cindy Breakspeare, jamajska modelka, zwyciężczyni konkursu Miss World
  - Ionel Budușan, rumuński bokser
  - Ann Cleeves, brytyjska pisarka
  - Doug Davidson, amerykański aktor
  - Alexandru Mațiura, mołdawski piłkarz, trener
  - Tallis Obed Moses, vanuacki polityk, prezydent Vanuatu
  - Jožo Ráž, słowacki wokalista, basista, autor tekstów, członek zespołu Elán
  - Mike Rounds, amerykański polityk, senator
  - Brad Sherman, amerykański polityk, kongresman
  - Malcolm Turnbull, australijski polityk, premier Australii
- 1955:
  - Minodora Cliveti, rumuńska prawnik, polityk, eurodeputowana
  - Robert Clotworthy, amerykański aktor
  - Hassan Rowshan, irański piłkarz
  - Leszek Sikorski, polski lekarz chirurg, polityk, minister zdrowia
- 1956:
  - Erich Anderson, amerykański aktor (zm. 2024)
  - Jan Białkowski, polski rolnik, urzędnik państwowy
  - Zlatko Klarić, chorwacki szachista
  - Josef Krysta, czeski zapaśnik
  - Jeff Merkley, amerykański polityk, senator
  - Ekaterina Michajłowa, bułgarska prawnik, polityk
- 1957:
  - Dobrosława Bałazy, polska reżyserka radiowa
  - Ron Gardenhire, amerykański baseballista, menedżer
  - John Kassir, amerykański aktor
- 1958:
  - Alain Couriol, francuski piłkarz
  - Johann Dihanich, austriacki piłkarz
  - Marian Florek, polski aktor, reżyser, poeta
  - Krzysztof Krupiński, polski aktor, poeta, prozaik, autor tekstów piosenek
- 1959:
  - Rowland S. Howard, australijski muzyk rockowy, gitarzysta, kompozytor (zm. 2009)
  - Brad Johnson, amerykański model, aktor (zm. 2022)
  - Annette Vilhelmsen, duńska nauczycielka, polityk
  - Jouni Yrjölä, fiński szachista
  - Jarosław Zalesiński, polski poeta, dziennikarz, działacz oświatowy
- 1960:
  - Lube Boszkoski, macedoński polityk
  - Wolfgang Güllich, niemiecki wspinacz (zm. 1992)
  - Christoph Schlingensief, niemiecki reżyser teatralny i filmowy (zm. 2010)
  - Gina T, holenderska piosenkarka
  - Joachim Winkelhock, niemiecki kierowca wyścigowy
  - BD Wong, amerykański aktor
- 1961:
  - Mary Bono, amerykańska aktorka
  - Susan Kilrain, amerykańska inżynier, oficer US Navy, pilotka doświadczalna, astronautka
- 1962:
  - Abel Antón, hiszpański lekkoatleta, długodystansowiec i maratończyk
  - Andrzej Depko, polski seksuolog, neurolog
  - Roland Königshofer, austriacki kolarz szosowy i torowy
- 1963:
  - Tima Džebo, bośniacka koszykarka, trenerka (zm. 2025)
  - José Ricardo Pérez, meksykański piłkarz
  - Zoran Radojičić, serbski lekarz, samorządowiec, burmistrz Belgradu
  - Geraldo de Souza Rodrigues, brazylijski duchowny katolicki, biskup Januária (zm. 2025)
  - Piotr Stępień, polski zapaśnik
- 1964:
  - Raphael Divine Evehe, kameruński sędzia piłkarski
  - Frode Grodås, norweski piłkarz, bramkarz
  - Pär Holmgren, szwedzki meteorolog, prezenter telewizyjny, polityk, eurodeputowany
  - Ilijana Jotowa, bułgarska dziennikarka, polityk, eurodeputowana, wiceprezydent Bułgarii
  - Serhat, turecki piosenkarz, producent muzyczny, prezenter telewizyjny
  - Sabine Verheyen, niemiecka działaczka samorządowa, polityk, eurodeputowana
  - Tomasz Żąda, polski dziennikarz muzyczny, prezenter radiowy i telewizyjny
- 1965:
  - Zsuzsa Bánk, niemiecka pisarka pochodzenia węgierskiego
  - Benzino, amerykański raper
  - Oliver Grau, niemiecki historyk sztuki, teoretyk mediów, wykładowca akademicki
  - Dariusz Malinowski, polski basista, wokalista, członek zespołu Siekiera (zm. 2020)
  - Zoran Mikulić, chorwacki piłkarz ręczny
  - Sandis Prūsis, łotewski bobsleista
  - Kiriakos Welopulos, grecki dziennikarz, polityk, eurodeputowany
- 1966:
  - Roman Abramowicz, rosyjski miliarder, polityk pochodzenia żydowskiego
  - Abdelmajid Bouyboud, marokański piłkarz
  - Jing Haipeng, chiński pilot wojskowy, astronauta
  - Vágner Mancini, brazylijski piłkarz, trener
  - Mariusz Sobacki, polski koszykarz
- 1967:
  - Mounir Boukadida, tunezyjski piłkarz
  - Michał Grymuza, polski gitarzysta, kompozytor, producent muzyczny, członek zespołów: Armia, De Mono i Ocean
  - Tadeusz Kamiński, polski socjolog, politolog, wykładowca akademicki
  - Jean-Christophe Lagarde, francuski polityk
  - Jacqueline McKenzie, australijska aktorka
  - Elwira Pluta, polska scenograf filmowa
  - Rick Ravanello, kanadyjski aktor
- 1968:
  - Giovanni Bia, włoski piłkarz
  - Francisco Clavet, hiszpański tenisista
  - Donizete, brazylijski piłkarz
  - Milija Miletić, serbski weterynarz, samorządowiec, polityk
- 1969:
  - Mari Cruz Díaz, hiszpańska lekkoatletka, chodziarka
  - Emma Donoghue, irlandzko-kanadyjska dramaturg, pisarka, scenarzystka, historyk literatury
  - Rafał Legień, polski siatkarz
  - Andrzej Maciejewski, polski samorządowiec, polityk, poseł na Sejm RP
  - Ołena Mazurenko, ukraińska piłkarka
  - Adela Noriega, meksykańska aktorka
- 1970:
  - José Luis Calderón, argentyński piłkarz, trener
  - Andrew Florent, australijski tenisista (zm. 2016)
  - Przemysław Gierszewski, polski koszykarz, trener
  - Stephen Kipkorir, kenijski lekkoatleta, średniodystansowiec (zm. 2008)
  - Lorenzo Micelli, włoski trener siatkarski
  - Renato Rossini, peruwiański aktor
  - Kjell Storelid, norweski łyżwiarz szybki
  - Fernanda Venturini, brazylijska siatkarka
- 1971:
  - Paisjusz (Gheorghe), rumuński biskup prawosławny
  - Wiktor Smilgin, rosyjski inżynier, samorządowiec
  - Marco Zwyssig, szwajcarski piłkarz
- 1972:
  - Bertrand Besigye, norweski pisarz pochodzenia ugandyjskiego
  - Frédéric Déhu, francuski piłkarz
  - Ruxandra Dragomir, rumuńska tenisistka
- 1973:
  - Vincent Candela, francuski piłkarz
  - Jérôme Garcès, francuski sędzia rugby
  - Levi Leipheimer, amerykański kolarz szosowy
  - Madlib, amerykański raper, didżej
  - Jackie McNamara, szkocki piłkarz
- 1974:
  - Gábor Babos, węgierski piłkarz, bramkarz
  - Roberto García Orozco, meksykański sędzia piłkarski
  - Uładzimir Klimowicz, białoruski piłkarz
  - Micha’el Kolganow, izraelski kajakarz
  - Jamal Mayers, kanadyjski hokeista
  - Joakim Nätterqvist, szwedzki aktor
  - Catherine Sutherland, australijska aktorka
  - Alexander Windsor, brytyjski wojskowy, arystokrata
- 1975:
  - Juan Pablo Ángel, kolumbijski piłkarz
  - Roland Kökény, węgierski kajakarz
  - Frank Seator, liberyjski piłkarz (zm. 2013)
  - Piotr Szczepański, polski operator, reżyser i scenarzysta filmowy
- 1976:
  - Witalij Bruńko, ukraiński futsalista
  - Konrad Pawlik, polski ekonomista, urzędnik państwowy, dyplomata
  - Mallika Sherawat, indyjska aktorka
  - Petyr Stojczew, bułgarski pływak długodystansowy
- 1977:
  - Guillermo Falasca, hiszpański siatkarz
  - Beata Jewiarz, polska aktorka
  - Iván Kaviedes, ekwadorski piłkarz
  - Marie-Hélène Prémont, kanadyjska kolarka górska
  - Nikoła Poposki, macedoński ekonomista, polityk, dyplomata
  - Monika Zawadzka, polska artystka wizualna
- 1978:
  - Mire Chatman, amerykański koszykarz
  - Carlos Edwards, trynidadzko-tobagijski piłkarz
  - James Hopes, australijski krykiecista
  - Szilvia Szabó, węgierska kajakarka
- 1979:
  - Jorge Bernal, meksykański piłkarz
  - Ewelina Flinta, polska piosenkarka
  - Ben Gillies, australijski perkusista, członek zespołu Silverchair
  - Kostiantyn Kasianczuk, ukraiński hokeista
  - Marijonas Petravičius, litewski koszykarz
  - Marek Priechodský, słowacki hokeista
  - Hubert Ronek, polski autor komiksów
- 1980:
  - Matthew Amoah, ghański piłkarz
  - Paul Hawley, kanadyjski perkusista, członek zespołu Hot Hot Heat
  - Monica, amerykańska piosenkarka, autorka tekstów, aktorka
  - Adam Wiśniewski, polski piłkarz ręczny
- 1981:
  - Chris Booker, amerykański koszykarz
  - Choi Byung-chul, południowokoreański florecista
  - Jill Kintner, amerykańska kolarka górska i BMX
  - Mallika Sherawat, indyjska aktorka
  - Tila Tequila, amerykańska modelka, piosenkarka
- 1982:
  - Fairuz Fauzy, malezyjski kierowca wyścigowy
  - Irakli Garibaszwili, gruziński polityk, premier Gruzji
  - Marta Malikowska, polska aktorka
  - Víctor Moya, kubański lekkoatleta, skoczek wzwyż
  - Michał Połuboczek, polski polityk i przedsiębiorca, poseł na Sejm RP
- 1983:
  - Rareș Dumitrescu, rumuński szablista
  - Adrienne Houghton, amerykańska aktorka, piosenkarka
  - Katie McGrath, irlandzka modelka, aktorka
  - Karolina Semeniuk-Olchawa, polska piłkarka ręczna
- 1984:
  - Sultana Frizell, kanadyjska lekkoatletka, młociarka
  - Anton Gavel, słowacki koszykarz
  - Jonas Gustavsson, szwedzki hokeista, bramkarz
  - Christophe Lepoint, belgijski piłkarz
  - Christian Reif, niemiecki lekkoatleta, skoczek w dal
  - Fredrika Stahl, szwedzka piosenkarka, autorka tekstów
  - Tomasz Stępień, polski rugbysta
  - Michaił Sundiejew, kirgiski futsalista
  - Getulio Vaca, boliwijski piłkarz
- 1985:
  - Robert Cornthwaite, australijski piłkarz
  - Jeannine Hennicke, niemiecka wioślarka
  - Edyta Krzemień, polska aktorka, wokalistka
  - Nilay Özdemir, turecka siatkarka
  - Wayne Rooney, angielski piłkarz, trener pochodzenia irlandzkiego
  - Andro Švrljuga, chorwacki piłkarz
  - Giordan Watson, amerykańsko-rumuński koszykarz
  - Oscar Wendt, szwedzki piłkarz
  - Jordi Xumetra, hiszpański piłkarz
- 1986:
  - Dániel Böde, węgierski piłkarz
  - Drake, kanadyjski aktor
  - Anna Łapuszczenkowa, rosyjska tenisistka
  - Ihar Szytau, białoruski piłkarz
- 1987:
  - Kwame Adjeman-Pamboe, amerykański piłkarz pochodzenia ghańskiego
  - Jeremy Evans, amerykański koszykarz
  - Anthony Vanden Borre, belgijski piłkarz pochodzenia kongijskiego
  - Charlie White, amerykański łyżwiarz figurowy
  - Xi Luozhuoma, chińska zapaśniczka
- 1988:
  - Dawid Czupryński, polski aktor
  - Deng Zhuoxiang, chiński piłkarz
  - Julija Szymeczko, ukraińska sztangistka
  - Antonio Ríos, meksykański piłkarz
  - Mallory Steux, francuska siatkarka
  - Aleksandr Wołkow, rosyjski zawodnik MMA
- 1989:
  - Armin Bačinovič, słoweński piłkarz
  - David Castañeda, amerykański aktor
  - Jack Colback, angielski piłkarz
  - Cristian Gamboa, kostarykański piłkarz
  - Shenae Grimes, kanadyjska aktorka
  - Maren Hammerschmidt, niemiecka biathlonistka
  - Eric Hosmer, amerykański baseballista
  - Paweł Krupa, polski piłkarz ręczny
  - PewDiePie, szwedzki youtuber
  - Eliza Taylor-Cotter, australijska aktorka
  - Ognjen Vranješ, bośniacki piłkarz pochodzenia serbskiego
  - Wira Wama, papuaski piłkarz
- 1990:
  - Caroline Buchanan, australijska kolarka górska i BMX
  - Alex Cubis, australijski aktor
  - İlkay Gündoğan, niemiecki piłkarz pochodzenia tureckiego
  - Michał Malinowski, polski aktor
  - Magnus Nedregotten, norweski curler, narciarz alpejski
  - Vicky Parnov, australijska lekkoatletka, tyczkarka
  - Danilo Petrucci, włoski motocyklista wyścigowy
  - Matteo Piano, włoski siatkarz
  - Nikola Vučević, czarnogórski koszykarz
- 1991:
  - Bernard Berisha, kosowski piłkarz
  - Bojan Dubljević, czarnogórski koszykarz
  - Tristan-Samuel Weissborn, austriacki tenisista
- 1992:
  - Uroš Ćosić, serbski piłkarz
  - Mélissa Diawakana, kongijska koszykarka
  - Ding Liren, chiński szachista
  - Thelma Fardin, argentyńska aktorka
  - Phil Greene, amerykański koszykarz
  - Florian Kainz, austriacki piłkarz
- 1993:
  - Germain Berthé, malijski piłkarz, bramkarz
  - Imoh Ezekiel, nigeryjski piłkarz
  - R.J. Hunter, amerykański koszykarz
- 1994:
  - Audrey Albié, francuska tenisistka
  - Miguel Araujo, peruwiański piłkarz
  - Bruma, portugalski piłkarz pochodzenia gwinejskiego
  - Nerman Fatić, bośniacki tenisista
  - Martin Fritz, austriacki kombinator norweski
  - Vidit Gujrathi, indyjski szachista
  - Mathieu Jaminet, francuski kierowca wyścigowy
  - Deniz Khazaniuk, izraelska tenisistka
  - Andrija Luković, serbski piłkarz
  - Tereza Martincová, czeska tenisistka
  - Sean O’Malley, amerykański zawodnik MMA
  - Naomichi Ueda, japoński piłkarz
  - Craig Xen, amerykański raper, autor tekstów
- 1995:
  - Gibbs, polski raper, autor tekstów, producent muzyczny
  - Mikołaj Marczyk, polski kierowca rajdowy
  - Ashton Sanders, amerykański aktor
- 1996:
  - Jaylen Brown, amerykański koszykarz
  - Océane Dodin, francuska tenisistka
  - Zoe Hives, australijska tenisistka
  - Garrison Mathews, amerykański koszykarz
  - Dmitrij Popko, kazachski tenisista pochodzenia rosyjskiego
- 1997:
  - Edson Álvarez, meksykański piłkarz
  - Cristo González, hiszpański piłkarz
  - Ülvi İsgəndərov, azerski piłkarz
  - Sera Kutlubey, turecka aktorka
  - Kweon Lee-jun, południowokoreański snowboardzista
  - Raye, brytyjska piosenkarka, autorka tekstów pochodzenia szwajcarsko-ghańskiego
  - Lars Skupień, polski żużlowiec
  - Rachel Watters, amerykańska zapaśniczka
- 1998:
  - Daya, amerykańska piosenkarka, autorka tekstów
  - Adam Kącki, polski siatkarz
  - Arvi Savolainen, fiński zapaśnik
- 1999:
  - Mustafa Elfadni, sudański piłkarz
  - Dujon Sterling, angielski piłkarz pochodzenia jamajskiego
- 2000:
  - Athenea del Castillo, hiszpańska piłkarka
  - Derya Cebecioğlu, turecka siatkarka
  - Judah García, trynidadzko-tobagijski piłkarz
  - Wiktorija Hiryn, ukraińska piłkarka
  - Jhilmar Lora, peruwiański piłkarz
  - Fer Niño, hiszpański piłkarz
  - Wayne Pinnock, jamajski lekkoatleta, skoczek w dal
  - Amélie Rotar, francuska siatkarka
- 2001:
  - Igor Alves, brazylijski zapaśnik
  - Leonardo Menjívar, salwadorski piłkarz
  - Aleksandra Pszczolarska, polska koszykarka
- 2002:
  - Matías Lacava, wenezuelski piłkarz
  - Al-Jezoli Nouh, sudański piłkarz
  - Maia Weintraub, amerykańska florecistka
- 2003 – Zeno Debast, belgijski piłkarz

## Zmarli
- 996 – Hugo Kapet, król Francji (ur. ok. 940)
- 1260 – Kutuz, sułtan Egiptu (ur. ?)
- 1375 – Waldemar IV Atterdag, król Danii (ur. ok. 1320)
- 1531 – Hans Leu (młodszy), szwajcarski malarz (ur. ok. 1490)
- 1535 – Franciszek II Sforza, książę Mediolanu (ur. 1495)
- 1537 – Jane Seymour, królowa Anglii (ur. ok. 1509)
- 1575 – Peder Oxe, duński polityk, minister finansów i skarbnik Danii (ur. 1520)
- 1579 – Albrecht V, książę Bawarii (ur. 1528)
- 1580 – Franciszek Sunyer, hiszpański jezuita, pierwszy prowincjał jezuitów w Polsce (ur. ok. 1532)
- 1600 – Andrea Bacci, włoski lekarz, filozof, pisarz (ur. 1524)
- 1601 – Tycho Brahe, duński astronom (ur. 1546)
- 1624 – Abraham Scultetus, niemiecki teolog kalwiński (ur. 1566)
- 1633 – Jean Titelouze, francuski kompozytor, organista, poeta (ur. ok. 1562/63)
- 1655 – Pierre Gassendi, francuski filozof, astronom (ur. 1592)
- 1684 – Maria Elżbieta, księżniczka saska, księżna Holsztynu-Gottorp (ur. 1610)
- 1698 – Daniel de Rémy de Courcelle, francuski polityk kolonialny (ur. 1626)
- 1722 – Konstanty Kazimierz Brzostowski, polski duchowny katolicki, hrabia Państwa Kościelnego, prałat domowy papieża, biskup wileński i smoleński (ur. 1644)
- 1723 – Praskowia Sałtykowa, caryca Rosji (ur. 1664)
- 1725 – Alessandro Scarlatti, włoski kompozytor (ur. 1660)
- 1744 – Giuseppe Firrao, włoski duchowny katolicki, biskup Aversy, nuncjusz apostolski, sekretarz stanu Stolicy Apostolskiej, kardynał  (ur. 1670)
- 1778 – Andrzej Dominik Lipiewicz, polski duchowny katolicki, nauczyciel, pisarz (ur. ok. 1724)
- 1787 – Charles Manners, brytyjski arystokrata, polityk (ur. 1754)
- 1793 – Karol Eugeniusz, książę Wirtembergii (ur. 1728)
- 1799 – Karl Ditters von Dittersdorf, austriacki kompozytor, skrzypek (ur. 1739)
- 1801 – Franciszek Yun Ji-heon, koreański męczennik i błogosławiony katolicki (ur. 1764)
- 1802 – Ludovico Manin, ostatni doża Wenecji (ur. 1725)
- 1806 – Louis Boisrond Tonnerre, haitański polityk, pisarz (ur. 1776)
- 1809 – Franciszek Bieliński, polski generał major, polityk, dyplomata (ur. 1742)
- 1814 – Jakob Kabrun, gdański przedsiębiorca, kolekcjoner dzieł sztuki, filantrop (ur. 1759)
- 1816 – Jacek Starzeński, polski dominikanin, teolog (ur. 1756)
- 1821 – Elias Boudinot, amerykański prawnik, polityk, pułkownik Armii Kontynentalnej, szpieg (ur. 1740)
- 1827 – Ignacy Szamowski, polski szlachcic, wojskowy, urzędnik ziemski (ur. ?)
- 1829 – Luiza Henrietta Karolina z Hesji-Darmstadt, wielka księżna Hesji i Renu (zm. 1761)
- 1833 – Zozym (Wierchowski), rosyjski święty mnich prawosławny (ur. 1768)
- 1834 – Fath Ali Szah, szach Iranu, (ur. 1769)
- 1842 – Bernardo O’Higgins, chilijski polityk, naczelnik Chile (ur. 1776–78)
- 1843 – Roman Sołtyk, polski generał brygady, uczestnik powstania listopadowego (ur. 1790)
- 1851 – Łukian Kobyłycia, bukowiński przywódca chłopski, polityk (ur. 1812)
- 1852 – Daniel Webster, amerykański prawnik, polityk, sekretarz stanu (ur. 1782)
- 1855 – Henryka Beyer, niemiecko-polska malarka (ur. 1782)
- 1860 – Élie de Decazes, francuski polityk, premier Królestwa Francji (ur. 1780)
- 1863 – Karol Kuczyński, polski szlachcic, wojskowy, uczestnik powstania listopadowego (ur. 1797)
- 1870 – Antoni Maria Claret, hiszpański duchowny katolicki, misjonarz, arcybiskup Santiago de Cuba, święty (ur. 1807)
- 1878 – Paul Cullen, irlandzki duchowny katolicki, arcybiskup Dublina, kardynał (ur. 1803)
- 1882 – Karl Egon Ebert, niemiecko-czeski poeta, dramaturg (ur. 1801)
- 1886:
  - Friedrich von Beust, saski i austriacki polityk (ur. 1809)
  - Adolf Lüderitz, niemiecki kupiec, kolonizator (ur. 1834)
- 1889 – Nahida Sturmhöfel, niemiecka poetka, feministka (ur. 1822)
- 1892 – Anton Gindely, niemiecko-czeski historyk, wykładowca akademicki pochodzenia węgierskiego (ur. 1829)
- 1893 – Josef Hellmesberger Sr., austriacki skrzypek, dyrygent, kompozytor, pedagog (ur. 1828)
- 1894 – Gheorghe Tattarescu, rumuński malarz, pedagog (ur. 1818)
- 1898 – Pierre Puvis de Chavannes, francuski malarz (ur. 1824)
- 1901 – James McDougal Hart, amerykański malarz pochodzenia szkockiego (ur. 1828)
- 1902 – Władysław Zaremba, ukraiński pianista, kompozytor, pedagog (ur. 1833)
- 1904 – Apolinary Jaworski, polski ziemianin, prawnik, polityk (ur. 1825)
- 1906 – James Forsyth, amerykański generał major (ur. 1834)
- 1911 – Ida Lewis, amerykańska latarniczka (ur. 1842)
- 1912 – Maria Gabriela, księżna Bawarii (ur. 1878)
- 1913 – Carlo Montagnini, włoski duchowny katolicki, arcybiskup, dyplomata papieski (ur. 1863)
- 1914:
  - Gustav Wied, duński prozaik, poeta, dramaturg, krytyk społeczny (ur. 1858)
  - Béla Zulawszky, węgierski szablista pochodzenia słowackiego (ur. 1869)
- 1915:
  - Józef Baldo, włoski duchowny katolicki, błogosławiony (ur. 1843)
  - Alojzy Guanella, włoski duchowny katolicki, święty (ur. 1842)
  - Aleksander Poniński, polski ziemianin, polityk (ur. 1856)
- 1917 – James Carroll Beckwith, amerykański malarz (ur. 1852)
- 1918:
  - Charles Lecocq, francuski kompozytor (ur. 1832)
  - César Ritz, szwajcarski przedsiębiorca hotelowy (ur. 1850)
  - Daniel Burley Woolfall, angielski działacz sportowy, prezydent FIFA (ur. 1852)
- 1921 – George Somerset, brytyjski arystokrata, polityk (ur. 1857)
- 1922 – George Cadbury, brytyjski przemysłowiec (ur. 1839)
- 1923 – Boris Sidis, rosyjsko-amerykański psycholog, psychiatra pochodzenia żydowskiego (ur. 1867)
- 1926:
  - Marian Karol Dubiecki, polski historyk, uczestnik powstania styczniowego (ur. 1838)
  - Charles Marion Russell, amerykański malarz, rzeźbiarz, pisarz, filozof, ekolog (ur. 1864)
- 1927:
  - Antonio Berlese, włoski entomolog, akarolog, wykładowca akademicki (ur. 1863)
  - Stanisław Grodzki, polski przemysłowiec (ur. 1866)
  - Wiktoria Niegolewska, polska posiadaczka ziemska, działaczka narodowa (ur. 1872)
- 1928:
  - Józef Bednarczyk, polski działacz ludowy, polityk, poseł na Sejm Ustawodawczy i Sejm RP (ur. 1875)
  - Arthur Bowen Davies, amerykański malarz, grafik (ur. 1862)
  - Gaetano de Lai, włoski kardynał, wysoki urzędnik Kurii Rzymskiej (ur. 1853)
  - Adam Napieralski, polski redaktor, wydawca, polityk, poeta, prozaik, działacz narodowy i społeczny (ur. 1861)
  - Tokioki Nashiba, japoński admirał (ur. 1850)
- 1929 – Petrus Johannes Blok, holenderski historyk, wykładowca akademicki (ur. 1855)
- 1930:
  - Sven Brandel, szwedzki architekt, historyk sztuki, fotograf (ur. 1886)
  - Robert Winthrop Chanler, amerykański malarz (ur. 1872)
  - Ludwik Finkel, polski historyk, bibliograf, encyklopedysta, wykładowca akademicki (ur. 1858)
  - Jan Tatara, polski podpułkownik dyplomowany kawalerii (ur. 1897)
- 1931 – Gordon Apps, brytyjski pilot wojskowy, as myśliwski (ur. 1899)
- 1933:
  - Abraham Goldberg, polski dziennikarz pochodzenia żydowskiego (ur. 1880)
  - Annie Swynnerton, brytyjska malarka (ur. 1844)
- 1935:
  - Aniempodist Sofronow, jakucki poeta, prozaik, dramaturg, dziennikarz, działacz społeczny (ur. 1886)
  - Eugeniusz Ślaski, polski generał brygady (ur. 1873)
- 1936:
  - Solomon Karpen, amerykański przedsiębiorca pochodzenia żydowskiego (ur. 1858)
  - Salomon Marx, niemiecki przemysłowiec, bankier, polityk, urzędnik konsularny pochodzenia żydowskiego (ur. 1866)
- 1937:
  - Bronisław Kader, polski chirurg, wykładowca akademicki (ur. 1863)
  - Aleksandr Lisowik, ukraiński polityk komunistyczny (ur. 1897)
- 1938 – Ernst Barlach, niemiecki rzeźbiarz, malarz, poeta, prozaik (ur. 1870)
- 1939:
  - Joachim Albrecht Hohenzollern, książę pruski, muzyk, kompozytor (ur. 1876)
  - Gerszon Lewin, polski pulmonolog, działacz społeczny, pisarz pochodzenia żydowskiego (ur. 1867)
  - Franciszek Nogalski, polski duchowny katolicki, Sługa Boży (ur. 1911)
  - Józef Przygodziński, polski farmaceuta, działacz społeczny (ur. 1878)
  - Teodor Tietzen, polski przedsiębiorca pochodzenia niemieckiego (ur. 1852)
- 1941:
  - Benigna Cardoso da Silva, brazylijska dziewica, męczennica, czcigodna Służebnica Boża (ur. 1928)
  - Tristan Derème, francuski poeta, prozaik, polityk (ur. 1889)
  - Lucjan Grabowski, polski astronom, geodeta, wykładowca akademicki (ur. 1871)
  - Louise Martin, irlandzka tenisistka (ur. 1865)
- 1942:
  - Anna Letenská, czeska aktorka (ur. 1904)
  - Georg Stumme, niemiecki generał (ur. 1886)
- 1943:
  - Caleb Bragg, amerykański kierowca wyścigowy, pionier lotniczy, motorowodniak, wynalazca (ur. 1885)
  - Jan Bularski, polski podpułkownik lekarz (ur. 1889)
  - Hector de Saint-Denys Garneau, kanadyjski pisarz (ur. 1912)
  - Leonard Siffleet, australijski komandos (ur. 1916)
- 1944:
  - Henri Quersin, belgijski strzelec sportowy (ur. 1863)
  - Louis Renault, francuski przemysłowiec, pionier motoryzacji (ur. 1877)
  - Werner Seelenbinder, niemiecki zapaśnik (ur. 1904)
- 1945:
  - Franklin Carmichael, kanadyjski malarz (ur. 1890)
  - Vidkun Quisling, norweski polityk, działacz nacjonalistyczny, kolaborant, premier Norwegii (ur. 1887)
  - Adam Setkowicz, polski malarz (ur. 1875)
- 1946:
  - Hubert Loutsch, luksemburski polityk, premier Luksemburga (ur. 1878)
  - Antoni Żubryd, polski podoficer piechoty WP, major NSZ (ur. 1918)
  - Janina Żubryd, polska działaczka podziemia antykomunistycznego (ur. ?)
- 1948:
  - Nieon Antonow, radziecki kontradmirał (ur. 1907)
  - Franz Lehár, węgierski kompozytor operetkowy (ur. 1870)
- 1949:
  - Jarosław Hałan, rosyjski pisarz, publicysta (ur. 1902)
  - Władimir Judowski, radziecki wojskowy, polityk (ur. 1880)
- 1950:
  - Maria Tuci, albańska męczennica i błogosławiona katolicka (ur. 1928)
  - Roman Wegnerowicz, polski publicysta, wojskowy, urzędnik konsularny, dyplomata (ur. 1883)
- 1951:
  - Karol Bernadotte, książę szwedzki (ur. 1861)
  - Eugeniusz Chudowolski, polski żołnierz podziemia antykomunistycznego (ur. 1925)
- 1952:
  - Mieczysław Gągorowski, polski podporucznik NOW/AK (ur. 1922)
  - Frederick Jacobi, amerykański kompozytor, pedagog pochodzenia żydowskiego (ur. 1891)
  - Władysław Lisiecki, polski żołnierz ZWZ (ur. 1919)
  - Adam Mirecki, polski działacz, żołnierz NOW i AK (ur. 1909)
- 1954 – Simone Mareuil, francuska aktorka (ur. 1903)
- 1956 – Tom Whittaker, angielski piłkarz, trener (ur. 1898)
- 1957 – Christian Dior, francuski projektant mody (ur. 1905)
- 1958 – George Edward Moore, brytyjski filozof (ur. 1873)
- 1960 – Mitrofan Niedielin, radziecki dowódca wojskowy, marszałek ZSRR, polityk (ur. 1902)
- 1961 – Stanisław Faecher, polski dziennikarz i działacz sportowy (ur. 1893)
- 1962:
  - František Onderek, czeski duchowny katolicki, administrator apostolski w Czeskim Cieszynie (ur. 1888)
  - Chanan Rubin, izraelski prawnik, polityk (ur. 1908)
- 1963:
  - Désiré Beaurain, belgijski florecista, szpadzista (ur. 1881)
  - Karl Ludwig Bühler, niemiecki psycholog, językoznawca, wykładowca akademicki (ur. 1879)
- 1964:
  - Stanisław Jóźwiak, polski polityk, poseł na Sejm RP, działacz emigracyjny (ur. 1892)
  - Jan Pajkert, polski duchowny katolicki, naczelny kapelan WP (ur. 1887)
  - Fritz Lotmar, niemiecki neurolog, neuropatolog (ur. 1876)
- 1965 – Iwan Tur, radziecki polityk (ur. 1905)
- 1966:
  - Hans Dreier, niemiecki scenograf filmowy (ur. 1885)
  - Dmitrij Fiediczkin, rosyjski pułkownik, emigrant (ur. 1885)
- 1967:
  - Michał Gołdys, polski działacz komunistyczny, radziecki partyzant (ur. 1901)
  - Anna Ptaszycka, polska architekt, podporucznik AK, uczestniczka powstania warszawskiego (ur. 1911)
  - Leslie William Sutherland, australijski pilot wojskowy, as myśliwski (ur. 1892)
  - Władysław Terlecki, polski inżynier, historyk, numizmatyk (ur. 1904)
- 1968:
  - Edward Dawson, kanadyjski koszykarz (ur. 1907)
  - Francis Drew, australijski lekkoatleta, kulomiot (ur. 1910)
  - Karol Mikołaj Radziwiłł, polski ziemianin, rotmistrz (ur. 1886)
- 1969:
  - Zygmunt Gogolewski, polski inżynier, specjalista w dziedzinie konstrukcji maszyn elektrycznych, wykładowca akademicki (ur. 1896)
  - Antoni Korcik, polski duchowny katolicki, filozof, historyk logiki, wykładowca akademicki (ur. 1892)
  - Ruth Mitchell, amerykańska dziennikarka (ur. 1888)
- 1970 – Andriej Muchin, radziecki generał major, funkcjonariusz służb specjalnych (ur. 1902)
- 1971:
  - Keith Kirkland, australijski pływak (ur. 1900)
  - Jo Siffert, szwajcarski motocyklista i kierowca wyścigowy (ur. 1936)
- 1972:
  - Jackie Robinson, amerykański baseballista (ur. 1919)
  - Claire Windsor, amerykańska aktorka (ur. 1897)
- 1974:
  - Stefan Behr, polski kompozytor, pianista (ur. 1919)
  - Jekatierina Furcewa, radziecka polityk (ur. 1910)
  - Dawid Ojstrach, rosyjski skrzypek pochodzenia żydowskiego (ur. 1908)
- 1976:
  - Freddie van der Goes, południowoafrykańska pływaczka (ur. 1908)
  - Georg Ostrogorski, serbski bizantynolog pochodzenia rosyjskiego (ur. 1902)
- 1978 – Anatoliusz Jureń, polski poeta (ur. 1927)
- 1979 – Carlo Abarth, austriacki konstruktor samochodowy (ur. 1908)
- 1981 – Edith Head, amerykańska kostiumografka (ur. 1897)
- 1982:
  - Mirosława Jastrzębska, polska etnografka, muzealniczka (ur. 1921)
  - Juhan-Kaspar Jürna, estoński dziennikarz, polityk komunistyczny (ur. 1931)
- 1983:
  - Aleksandr Kumaniczkin, radziecki generał major pilot, as myśliwski (ur. 1920)
  - Mieczysław Tykwiński, polski działacz socjalistyczny, żołnierz PN i AK, uczestnik powstania warszawskiego (ur. 1906)
- 1984:
  - Lubomir Angełow, bułgarski piłkarz, trener (ur. 1912)
  - Anatolij Lepin, rosyjski kompozytor (ur. 1907)
  - Zbigniew Madeyski, polski prawnik, działacz niepodległościowy i społeczny, polityk, prezydent Dąbrowy Górniczej, poseł na Sejm RP, żołnierz AK, uczestnik powstania warszawskiego (ur. 1897)
  - Feliks Peto, polski kupiec, oficer, kawaler Orderu Virtuti Militari (ur. 1898)
- 1985:
  - László Bíró, węgierski dziennikarz, wynalazca (ur. 1899)
  - Maurice Roy, kanadyjski duchowny katolicki, arcybiskup Quebecu, prymas Kanady, kardynał (ur. 1905)
  - Antoni Szymanowski, polski historyk, dyplomata (ur. 1914)
  - Wacław Tułodziecki, polski nauczyciel, polityk, minister oświaty, poseł na Sejm PRL (ur. 1904)
- 1986:
  - Janina Heydzianka-Pilatowa, polska filolog, językoznawczyni, kapitan, działaczka emigracyjna (ur. 1905)
  - Rozalia Rybacka, polska działaczka komunistyczna (ur. 1888)
- 1988:
  - Stanisław Hachorek, polski piłkarz, trener (ur. 1927)
  - Jani Riza, albański aktor (ur. 1941)
- 1989:
  - Jerzy Goleniewski, polski basista, członek zespołu Breakout (ur. 1950)
  - Jerzy Kukuczka, polski alpinista, himalaista (ur. 1948)
  - Anton Kuźmicz, radziecki polityk (ur. 1908)
- 1990 – Stanisława Nowicka, polska piosenkarka, aktorka (ur. 1905)
- 1991 – Gene Roddenberry, amerykański scenarzysta i producent telewizyjny (ur. 1921)
- 1992:
  - Luis Rosales, hiszpański poeta, krytyk literacki (ur. 1910)
  - Mirosław Zazula, polski pięcioboista nowoczesny (ur. 1967)
- 1993:
  - Heinz Kubsch, niemiecki piłkarz, bramkarz (ur. 1930)
  - Jacek Labuda, polski śpiewak operetkowy (ur. 1947)
- 1994:
  - Raúl Juliá, portorykański aktor (ur. 1940)
  - Józef Morton, polski pisarz (ur. 1911)
  - Aleksandr Szelepin, rosyjski polityk, szef KGB (ur. 1918)
  - Sławomir Zieleniewski, polski trener lekkoatletyki (ur. 1914)
- 1995:
  - Émile Jonassaint, haitański sędzia, polityk, p.o. prezydenta Haiti (ur. 1913)
  - Hermann Langbein, austriacki działacz antyhitlerowskiego ruchu oporu (ur. 1912)
- 1996:
  - Artur Axmann, niemiecki działacz nazistowski, przywódca Hitlerjugend (ur. 1913)
  - Gladwyn Jebb, brytyjski polityk (ur. 1900)
- 1997:
  - Don Messick, amerykański aktor, lektor (ur. 1926)
  - Emilia Michalska, polska poetka ludowa (ur. 1906)
  - Ewa Werka, polska śpiewaczka operowa (mezzosopran) (ur. 1946)
- 1998:
  - Cor Bijster, holenderski kolarz torowy (ur. 1922)
  - Giuseppe Dordoni, włoski lekkoatleta, chodziarz (ur. 1926)
- 1999:
  - Georges Gandil, francuski kajakarz, kanadyjkarz (ur. 1926)
  - Ginette Harrison, brytyjska alpinistka, himalaistka (ur. 1958)
- 2000:
  - Barbara Drapińska, polska aktorka (ur. 1921)
  - Sitaram Kesri, indyjski polityk (ur. 1919)
- 2001:
  - Jaromil Jireš, czeski reżyser i scenarzysta filmowy (ur. 1935)
  - Zofia Radwańska-Paryska, polska botanik, taterniczka, pisarka (ur. 1901)
  - Stephen Wurm, australijski językoznawca, wykładowca akademicki (ur. 1922)
- 2002:
  - Hermán Gaviria, kolumbijski piłkarz (ur. 1969)
  - José Sebastián Laboa Gallego, hiszpański duchowny katolicki, arcybiskup, nuncjusz apostolski (ur. 1923)
  - Scott Plank, amerykański aktor (ur. 1958)
- 2003:
  - Vincas Kęstutis Babilius, litewski inżynier, polityk (ur. 1937)
  - Veikko Hakulinen, fiński biegacz narciarski, biathlonista (ur. 1925)
  - Wiktor Jaśkiewicz, polski prawnik, wykładowca akademicki (ur. 1912)
- 2004:
  - James Hickey, amerykański duchowny katolicki, arcybiskup Waszyngtonu, kardynał (ur. 1920)
  - Maaja Ranniku, estońska szachistka (ur. 1941)
- 2005:
  - José Azcona del Hoyo, honduraski przedsiębiorca, inżynier, polityk, prezydent Hondurasu (ur. 1927)
  - Rosa Parks, afroamerykańska działaczka społeczna na rzecz praw człowieka (ur. 1913)
  - Edward Roybal, amerykański polityk (ur. 1916)
- 2006 – Andrzej Prus-Bogusławski, polski oficer, cichociemny, dziennikarz, pisarz (ur. 1919)
- 2007:
  - Petr Eben, czeski kompozytor (ur. 1929)
  - Leopold Raznowiecki, polski generał brygady (ur. 1924)
  - Stefan Witkowski, polski szachista, dziennikarz (ur. 1931)
- 2008 – Helmut Zilk, austriacki polityk, burmistrz Wiednia (ur. 1927)
- 2009:
  - Mieczysław Marciniak, polski dziennikarz (ur. 1947)
  - Jerzy Surwiło, polski pisarz, dziennikarz, publicysta (ur. 1941)
- 2010:
  - Andy Holmes, brytyjski wioślarz (ur. 1959)
  - Franciszek Jarecki, polski porucznik pilot (ur. 1931)
  - Jerzy Józef Kopeć, polski duchowny katolicki, pasjonista, teolog, liturgista (ur. 1938)
- 2011:
  - Kjell Johansson, szwedzki tenisista stołowy (ur. 1946)
  - John McCarthy, amerykański informatyk (ur. 1927)
  - Bolesław Semczuk, polski lekarz (ur. 1928)
- 2012:
  - Włodzimierz Bielicki, polski aktor, scenograf teatralny (ur. 1932)
  - Jeff Blatnick, amerykański zapaśnik (ur. 1957)
  - Margaret Osborne DuPont, amerykańska tenisistka (ur. 1918)
  - Euzebiusz (Polityło), ukraiński biskup prawosławny (ur. 1928)
- 2013:
  - Antonia Bird, brytyjska reżyserka filmowa (ur. 1951)
  - Czesław Cierniewski, polski biofizyk (ur. 1946)
  - Manna Dey, indyjski piosenkarz (ur. 1919)
  - Manolo Escobar, hiszpański piosenkarz (ur. 1931)
  - Ana Bertha Lepe, meksykańska aktorka, modelka (ur. 1934)
  - Joseph McPartlin, szkocki rugbysta, sędzia, działacz sportowy (ur. 1938)
  - Kadir Nurman, niemiecki kucharz pochodzenia tureckiego (ur. 1933)
  - Henry Taylor, brytyjski kierowca wyścigowy (ur. 1932)
- 2014:
  - Szymon Bojko, polski historyk i krytyk sztuki (ur. 1917)
  - Mbulaeni Mulaudzi, południowoafrykański lekkoatleta, średniodystansowiec (ur. 1980)
  - Barbara Podmiotko, polska dziennikarka radiowa (ur. 1945)
  - Romuald Rodziewicz, polski wachmistrz, hubalczyk (ur. 1913)
  - Eugeniusz Tukan-Wolski, polski malarz (ur. 1928)
- 2015:
  - Antoni Jakubowski, polski motorowodniak, motocyklista rajdowy (ur. 1928)
  - Zdzisław Jaskuła, polski prozaik, poeta (ur. 1951)
  - Ján Chryzostom Korec, słowacki duchowny katolicki, kardynał, biskup Nitry (ur. 1924)
  - Maureen O’Hara, amerykańska aktorka (ur. 1920)
- 2016:
  - Jorge Batlle, urugwajski polityk, prezydent Urugwaju (ur. 1927)
  - Reinhard Häfner, niemiecki piłkarz, trener (ur. 1952)
  - Bohdan Hawryłyszyn, ukraiński ekonomista, działacz społeczny (ur. 1926)
  - Eugeniusz Rudnik, polski kompozytor (ur. 1932)
  - Bobby Vee, amerykański piosenkarz (ur. 1943)
- 2017:
  - Franciszek Biały, polski historyk (ur. 1931)
  - Willie Chan, malezyjski producent filmowy (ur. 1941)
  - Fats Domino, amerykański piosenkarz, kompozytor, pianista (ur. 1928)
  - Michael Driscoll, amerykański duchowny katolicki, biskup Boise (ur. 1939)
  - Jerzy Gottfried, polski architekt (ur. 1922)
  - Robert Guillaume, amerykański aktor (ur. 1927)
  - Zbigniew Makowiecki, polski pułkownik, działacz emigracyjny (ur. 1917)
  - Stefan Małecki, polski major (ur. 1915)
- 2018:
  - Carmen Alborch, hiszpańska prawnik, wykładowczyni akademicka, działaczka kulturalna, polityk, minister kultury (ur. 1947)
  - Anatolij Gładilin, rosyjski pisarz (ur. 1935)
  - Zdzisław Schneider, polski zapaśnik (ur. 1931)
  - Wah Wah Watson, amerykański muzyk sesyjny, gitarzysta, kompozytor (ur. 1950)
- 2020:
  - Ludwik Flaszen, polski teatrolog, krytyk teatralny, pisarz (ur. 1930)
  - Hanna Palska, polska socjolog (ur. 1959)
  - Krisztián Veréb, węgierski kajakarz (ur. 1977)
  - Paul Zingtung Grawng, birmański duchowny katolicki, arcybiskup Mandalaj (ur. 1938)
  - Bronisław Żołnierczyk, polski duchowny katolicki, teolog, działacz społeczny (ur. 1940)
- 2021:
  - Stanisław Chomątowski, polski ekonomista, wykładowca akademicki (ur. 1944)
  - Krzysztof Kiersznowski, polski aktor (ur. 1950)
  - James Michael Tyler, amerykański aktor (ur. 1962)
- 2022:
  - Ashton Carter, amerykański polityk, sekretarz obrony (ur. 1954)
  - Jerzy Jastrzębowski, polski dziennikarz, publicysta, działacz opozycji antykomunistycznej (ur. 1937)
  - Leslie Jordan, amerykański aktor (ur. 1955)
  - Tomasz Wójtowicz, polski siatkarz (ur. 1953)
- 2023:
  - Hans Albert, niemiecki filozof, socjolog, wykładowca akademicki (ur. 1921)
  - Niels Holst-Sørensen, duński lekkoatleta, sprinter i średniodystansowiec, generał major, działacz sportowy (ur. 1922)
  - Wanda Półtawska, polska psychiatra, wykładowczyni akademicka, harcerka, działaczka antyaborcyjna (ur. 1921)
  - Richard Roundtree, amerykański aktor (ur. 1942)
  - Barbara Stesłowicz, polska aktorka (ur. 1936)
- 2024:
  - Jadwiga Barańska, polska aktorka (ur. 1935)
  - Abdelaziz Barrada, marokański piłkarz (ur. 1989)
  - Alphonse Poaty-Souchlaty, kongijski polityk, minister finansów, minister handlu oraz małych przedsiębiorstw, premier Konga (ur. 1941)
  - Jeri Taylor, amerykańska scenarzystka i producentka telewizyjna (ur. 1938)